# Cyrtopogon robustisetus
Cyrtopogon robustisetus là một loài ruồi trong họ Asilidae. Cyrtopogon robustisetus được Lehr miêu tả năm 1998. Loài này phân bố ở vùng Cổ Bắc giới.